# ラブリークィーン
株式会社ラブリークィーン（LOVELY QUEEN CO.,LTD）は、かつてレディースフォーマルウエアの製造・販売を手掛けていた日本の企業。
本稿では、2018年1月にラブリークィーン株式会社から商号変更された株式会社ISO（初代法人）と、初代法人から事業を譲受した株式会社ラブリークィーンの両方について記述する。

## 概要
1947年に創業し、1964年2月にラブリークィーン株式会社として法人へ改組。レディースフォーマルウェアの企画・販売・製造を手掛け、ブランドの知名度から高いシェアを持ち、ピーク時の年商も176億円を記録し、レディースフォーマルウェア業界では3位に位置していた。
2006年9月には破綻した同業者の百貨店部門の営業権を買収して、百貨店部門の強化に乗り出した。しかし、リーマン・ショック以降は、個人消費の低迷により、百貨店部門から撤退した他、同業他社との競争激化、少子高齢化による需要減少、総合スーパー向け売上が縮小するなど業績が悪化。このため、2015年5月期と2017年5月期は最終赤字となった他、2015年5月期から3期連続で債務超過に陥っていた。
再建策として、2017年12月6日にRVHがラブリークィーンの支援を行うことを発表。2018年1月23日に事業を承継する新会社として、株式会社ラブリークィーン（以下新社）を会社分割により設立。事業並びに不動産は新社へ譲渡された。新社は有利子負債などの負債は継承しない。ラブリークィーン株式会社（旧社）は、2019年1月16日に解散を決議し、同時に商号を株式会社ISOへ変更。同年8月7日に岐阜地方裁判所から特別清算開始決定を受けた。
新社に移行してからは、2019年3月期には51億3300万円の売上となったが、最終赤字となった。しかし、2020年に発生した新型コロナウイルスにより、同年5月における売り上げが前年の同月比70%まで低下。事業の整理を進めていたRVHは2020年4月に、大阪市中央区に本社があるJroutに対して全株式の譲渡を打診。同年6月3日にコントロール不能な不確実性によるリスクの増大を回避するため、保有する新社の全株式をJroutへ譲渡したと同時に、新社に対する債権放棄を実施した。
Jroutは、新社の株式取得直後に新社の財務調査を実施。その結果、想定を超える資金繰りが悪化していたことが判明。このため、新社はJrout傘下となったわずか13日後である2020年6月16日に東京地方裁判所へ破産を申請。同日付で破産手続開始決定を受けた。
負債総額は、ISO（初代法人）が約45億円、株式会社ラブリークィーンが約6億円となっている。
ISOは2020年6月24日に、株式会社ラブリークィーンは2021年5月17日にそれぞれ法人格が消滅した。

## 沿革

### ラブリークィーン株式会社
- 1947年 - 創業。
- 1964年2月 - ラブリークィーン株式会社として法人へ改組。
- 1969年 - 本社屋完成。
- 1995年 - 岐阜県本巣市に新ファッションセンターを完成。
- 2012年 - 本社屋改築。
- 2018年1月23日 - 会社分割で設立した株式会社ラブリークィーンへ全事業を譲渡して事業停止。
- 2019年
  - 1月16日 - 解散を決議したと同時に商号を株式会社ISOへ変更。
  - 8月7日 - 岐阜地方裁判所から特別清算開始決定を受ける。
- 2020年6月24日 - 法人格消滅。

### 株式会社ラブリークィーン
- 2018年1月23日 - ラブリークィーン株式会社から全事業を譲受し営業開始。
- 2020年
  - 6月3日 - RVHが保有する全株式をJroutへ譲渡。
  - 6月16日 - 東京地方裁判所から破産手続開始決定を受ける。
- 2021年5月17日 - 法人格消滅。